# Чапурники
Чапурники — железнодорожная станция (тип населенного пункта) в Светлоярском районе Волгоградской области России. Административный центр Кировского сельского поселения.
Основан не позднее 1935 года
Население — 1514 (2010)

## Физико-географическая характеристика
Станция расположена в степи на южной кромке Приволжской возвышенности, являющейся Восточно-Европейской равнины, при балке Казачья, на высоте 31 метр над уровнем моря. Близ посёлка проходит Волго-Донской судоходный канал. В окрестностях распространены светло-каштановые почвы и солонцы (автоморфные).
Географическое положение
По автомобильным дорогам расстояние до областного центра города Волгограда (до центра города) составляет 39 км (до южной границы города — 6 км), до районного центра посёлка Светлый Яр — 33 км.
Климат
Климат континентальный, засушливый, с жарким летом и относительно холодной и малоснежной зимой (согласно классификации климатов Кёппена — Dfa). Среднегодовая температура воздуха положительная и составляет + 8,6 °C. Средняя температура самого холодного января −7,1 °С, самого жаркого месяца июля +24,5 °С. Многолетняя норма осадков — 370 мм. В течение года количество осадков распределено относительно равномерно: наименьшее количество осадков выпадает в марте (норма осадков — 23 мм) и октябре (22 мм), наибольшее количество — в июне (37 мм) и декабре (38 мм).

## История
Дата основания не установлена. В 1935 году в составе Мало-Чапурниковского сельского совета Красноармейского района Сталинградского края. В 1951 году населённый пункт как станция Чапурники включён в состав Ивановского сельсовета (в 1954 году — переименован в Кировский сельсовет)

## Население
Динамика численности населения
| 1987  | 2002 |
| ----- | ---- |
| ≈1100 | 1381 |

| 2010 |
| ---- |
| 1514 |

## Инфраструктура
Развитое сельское хозяйство. Личное подсобное хозяйство.

## Транспорт
Автомобильный и железнодорожный транспорт.
Через село проходит региональная автодорога «Западный объезд Волгограда».